# Tecuexe
Tecuexe su ogranak Cazcan Indijanaca iz grupe Nahua nastanjeno sjeverno od jezera Chapala u Jaliscu(Mexticacan, Jalostotitlan, Tepatitilan, Yahualica, Juchitlan, i Tonalan), te kod Tequile, Cuquio i Epatana, Meksiko. 
Studirao ih je Dr. Phil Weigand. Kao posebna grupa nisu dugo opstali. 